# Байгора (посёлок при станции)
Байгора́ — посёлок при станции в Княже-Байгорском сельсовете Грязинского района Липецкой области.
Был образован возле станции Княжая Байгора (ныне просто Байгора) не позднее второй половины XX века.
К станции Байгора примыкает другой посёлок — Кубань, который ныне фактически представляет собой единый населённый пункт с поселком Байгора.

## Население
| 2010 | 2013 |
| ---- | ---- |
| 148  | ↘125 |